# Charlotte Osei
Pour les articles homonymes, voir Osei.
Charlotte Kesson-Smith Osei (née le 1er février 1969) est une juriste ghanéenne, commissaire aux élections internationales de l'ONU, avocate et ancienne présidente de la Commission électorale du Ghana de 2015, jusqu'à son licenciement en juin 2018 pour des motifs de malversations financières,,. Son licenciement a été contesté devant la Cour suprême du Ghana par deux brefs[pas clair] distincts. Elle est devenue la première femme à siéger au bureau de la Commission électorale du Ghana depuis l'indépendance du pays. Avant sa nomination, elle était présidente de la Commission nationale pour l'éducation civique. En mai 2019, elle a été nommée par les Nations unies pour faire partie d'une équipe de conseillers internationaux, pour aider à gérer l'élection présidentielle afghane de 2019.

## Enfance et éducation
Charlotte Osei est née à Axim, au Ghana. Sa mère, de nationalité mixte ouest-africaine, n'est pas Ghanéenne et son père, également de nationalité mixte ouest-africaine, a un parent ghanéen. 
Elle a effectué ses études secondaires au Ghana National College, à Cape Coast. Elle est allée à l'université du Ghana, où elle a obtenu son Bachelor of Laws (LLB) en 1992 et à l'École de droit du Ghana, où elle a obtenu son diplôme et a été admise au barreau en 1994. Elle détient également une maîtrise en leadership d'entreprise (MBL) de l'université d'Afrique du Sud à Pretoria (2006) et une maîtrise en droit (LLM) de l'université Queen's (Kingston, Ontario, Canada).

## Carrière
Charlotte Osei a été assistante d'enseignement à la faculté de droit de l'université du Ghana à Legon de 1994 à 1995. Elle a travaillé comme avocate pour Laryea Company à Accra de 1994 à 1997, puis comme juriste principale à la Ghana Commercial Bank de 1997 à 2002. Elle a également enseigné à temps partiel en droit commercial à l'université de 1997 à 2003. 
De 2002 à 2005, elle a travaillé comme avocate générale pour Unibank Ghana, puis de 2005 à 2011 comme fondatrice et avocate principale pour les avocats d'affaires Prime Attorneys. Elle a été présidente de la Commission nationale pour l'éducation civique (en) de 2011 à 2015. En 2015, elle a été nommée présidente de la Commission électorale du Ghana et elle a présidé le scrutin pour les élections présidentielles et parlementaires de 2016 au Ghana. En mai 2019, les Nations unies ont nommé Charlotte Osei commissaire aux élections internationales en Afghanistan, ce qui a été confirmé par un décret présidentiel publié par le président de l'Afghanistan, Ashraf Ghani.  

## Controverses et allégations
Le 28 juin 2018, Charlotte Osei a été renvoyée de la présidence du Commission électorale du Ghana à la suite de la décision d'un comité mis en place par la juge en chef Sophia Akuffo, qui enquêtait à la suite de plaintes sur des allégations de corruption portées contre elle,. Le comité a été créé sur la base de la disposition stipulée à l'article 146, paragraphe 4, de la Constitution ghanéenne ; les recommandations du comité exigeaient sa révocation en raison d'une mauvaise conduite conformément à l'article 146, paragraphe 1, de la constitution. Le président du Ghana, Nana Akufo-Addo, conformément aux recommandations et dispositions de l'article 156 (9) de la constitution ghanéenne, a ordonné sa révocation immédiate,. La présidente sortante de la Commission électorale a en effet violé les lois sur les marchés publics en attribuant plusieurs contrats, avant les élections de 2016, a indiqué un rapport du comité qui a enquêté. Charlotte Osei a déclaré qu'elle répondrait aux accusations portées contre elle plus tard. Elle retardait sa réponse en raison de la mort soudaine du vice-président Kwesi Amissah-Arthur. Les motifs de son licenciement sont contestés devant la Cour suprême du Ghana par deux ordonnances distinctes déposées par Fafali Nyonator et Abdul Malik Kweku Baako, rédacteur en chef d'un journal ghanéen.  

## Prix et distinctions
- 1991 : Volta Hall Award, Best Arts Results, First University Examinations, université du Ghana[25].
- Charlotte Osei a reçu le Prix du courage féminin au Ghana de Robert P. Jackson (en), ambassadeur des États-Unis au Ghana [26].
- PPP Skills & Competency Development, Institute for Public-Private Partnerships, Arlington, VA, États-Unis (2009) [12].
- 1992 : Ghana Bar Association, Excellence, LLB Final Examinations, université du Ghana.

## Publications
- Citizenship, Customary Law and a Gendered Jurisprudence: A Socio-Legal Perspective ”Par C. Kesson-Smith et W. Tettey dans " Critical Perspectives on Politics and Socio-Economic Development in Ghana "(African social studies series), Brill Publishers, 25 avril 2003, éditeurs: Tettey, Wisdom J., Puplampu, Korbla P., Berman, Joshua[27].